# نخل‌سنگی
نخل‌سنگی (نام علمی: Palmoxylon) نام یک سرده از تیره نخل است.
نخل‌ها نهان‌دانگانی تک‌لپه‌ای‌اند. تفاوت ساختار تنهٔ آن‌ها با ساختار تنهٔ درخت‌های مخروطی و نهان‌دانه‌ی عادی این است که «چوب» آن‌ها حلقهٔ رشد ندارد و از یک هستهٔ مرکزی متشکل از آوندهای دسته‌شده تشکیل شده‌است. نخل‌سنگیِ کرتاسهٔ پسین که در تگزاس می‌رویید یکی از قدیمی‌ترین تک‌لپه‌ای‌هایی است که می‌شناسیم.